# 関市上之保体育館
関市上之保体育館（せきしかみのほたいいくかん）は、岐阜県関市にある関市が管理運営する体育館である。

## 概要
- 武儀郡上之保村の上之保中学校体育館として1970年（昭和45年）2月2日竣工。2016年（平成28年）3月に上之保中学校が廃校となると、同年9月に上之保中学校体育館は生涯スポーツ施設に転用され、関市上之保体育館に改称する[1]。

## 利用案内
- 所在地：岐阜県関市上之保13502
- 開館時間：8：30 - 21：30
- 休館日：月曜日（月曜日が祝日の場合は翌日）、休日の翌日（該当の休日の翌日が土日曜日、休日の場合は開館）、年末年始（12月29日〜1月3日）

## 交通アクセス
- 関シティバス関上之保線「上之保事務所」バス停より徒歩約10分。

関上之保線「日本教」バス停が最寄（徒歩約3分）だが、土休日の1往復のみの運行。

## 周辺施設
- 革真宗教日本教本部
- 関市役所上之保事務所
- 上之保郵便局